# 17777 Ornicar
17777 Ornicar este o planetă minoră (asteroid) din centura de asteroizi. A fost descoperită pe 24 martie 1998 la observatoire de la Côte d'Azur⁠(d) de OCA-DLR Asteroid Survey⁠(d) și a fost numită după Mais où est donc Ornicar?⁠(d). 
Obiectul prezintă o orbită caracterizată de o semiaxă mare de 2,245494 UAi, o excentricitate de 0,16, o înclinație de 4,75441 ° în raport cu ecliptica.